# Marko Rog
Marko Rog (Zagreb, 19 de julio de 1995) es un futbolista croata que juega como centrocampista y milita en el G. N. K. Dinamo Zagreb de la Primera Liga de Croacia. Es internacional con la selección de Croacia.

## Trayectoria

### NK Varteks Varaždin
Desde 2006 realizó las formativas en Varaždin, hasta que debutó en el primer equipo con 18 años, en la temporada 2013/14. Marko jugó en la 3. HNL, tercera división croata. Disputó 30 partidos por liga, y con 17 goles fue el goleador del club. Además el 25 de septiembre de 2013 debutó en la Copa de Croacia; se enfrentaron a Novigrad pero perdieron 3 a 0.
Varaždin tuvo una temporada regular, finalizó séptimo en la tercera división. Debido al buen rendimiento de Marko a pesar de su juventud, sus servicios fueron requeridos por un equipo de la máxima categoría.

### RNK Split
Arribó a Split para jugar la temporada 2014/15. El club había logrado un lugar para disputar la clasificación a la Europa League la temporada pasada, por lo que además de la liga y copa local, tenían como desafío el certamen continental.
Debutó en su nuevo equipo el 10 de julio de 2014, en la vuelta de la primera ronda de clasificación de la Europa League, ingresó en el minuto 70 por Denis Glavina y empataron 1 a 1 con Mika. Debido a que habían ganado el partido de ida, clasificaron a la siguiente ronda.
El 28 de julio debutó en la Prva HNL, fue titular contra NK Istra 1961 y empataron 1 a 1. Convirtió su primer gol el 31 de julio en el partido de ida de la tercera ronda de la Europa League, su rival fue Chernomorets ucraniano, además dio un pase de gol y ganaron 2 a 0.
En primera división, se le abrió el arco el 24 de agosto contra Slaven Belupo, había ingresado al minuto 63 del encuentro y 4 minutos después anotó el gol, ganaron 2 a 0.
RNK Split quedó eliminado en la cuarta ronda de la Europa League 2014-15, debido a que empataron sin goles como locales, pero viajaron a Italia para enfrentar a Torino y perdieron 1 a 0. Marko disputó 7 partidos internacionales, anotó 1 gol y brindó 2 asistencias.
Finalizaron la liga en tercer lugar, detrás de HNK Rijeka y el campeón Dinamo Zagreb. Marko disputó 30 partidos, convirtió 7 goles y dio 5 asistencias.
RNK Split se destacó en la Copa de Croacia, ya que llegaron a la final de la competición. El 20 de mayo de 2015 se enfrentaron a Dinamo Zagreb por el título, empataron 0 a 0 luego de 120 minutos, fueron a penales pero Marko erró su tiro y perdieron 4 a 2. Rog jugó 7 encuentros y anotó 1 gol.
Marko mostró un gran nivel con su equipo, incluso fue convocado a la selección de Croacia y disputó un partido amistoso.

### GNK Dinamo Zagreb
El 9 de julio de 2015 se confirmó su traspaso al Dinamo Zagreb, firmando por 5 temporadas; el club más poderoso del país lo fichó por 5 millones de euros para la temporada 2015-16. Se concretó el regreso de Marko a su ciudad de nacimiento, Zagreb.
Debutó con Dinamo el 12 de julio, en la fecha 1 de la Prva HNL contra su último equipo, RNK Split, ingresó en el minuto 62 por Ante Ćorić y empataron 1 a 1.
Se segundo encuentro, el 15 de julio fue en el partido de ida de la segunda ronda de clasificación a la Champions League, jugó como titular contra CS Fola Esch y empataron 1 a 1. En el partido de vuelta, ganaron 3 a 0 y Marko anotó su primer gol con su nuevo club.
Finalmente Dinamo Zagreb clasificó a la fase de grupos para disputar la Champions League 2015-16. Marko debutó en la máxima competición de clubes el 16 de septiembre, jugaron como locales contra Arsenal y ganaron 2 a 1, ingresó en los minutos finales.

### SSC Napoli
El 27 de agosto de 2016, se confirmó su fichaje por Napoli, por 5 temporadas. Debutó el 2 de diciembre del mismo año contra el Inter de Milán, sustituyendo a Marek Hamšik; el 6 de diciembre siguiente se produjo su debut en Champions League contra el Benfica. Marcó su primer gol con la camiseta azzurra el 27 de agosto de 2017, contra el Atalanta de Bérgamo.

### Sevilla FC
El 28 de enero de 2019, y tras una negociación en la que se barajaron varias formas de hacer la cesión, se llegó a un acuerdo para que el croata pasase a formar parte del club hispalense hasta final de temporada.

### Cagliari
El 23 de julio de 2019 se hizo oficial su cesión por una temporada al Cagliari Calcio con obligación de compra.

## Estadísticas
Actualizado al 25 de mayo de 2025.
| Club                             | Div.          | Temporada     | Liga  | Liga  | Copas nacionales | Copas nacionales | Torneos internacionales | Torneos internacionales | Total | Total |
| Club                             | Div.          | Temporada     | Part. | Goles | Part.            | Goles            | Part.                   | Goles                   | Part. | Goles |
| -------------------------------- | ------------- | ------------- | ----- | ----- | ---------------- | ---------------- | ----------------------- | ----------------------- | ----- | ----- |
| N. K. Varteks Varaždin · Croacia | 3.ª           | 2013-14       | 30    | 17    | 1                | 0                | ―                       | ―                       | 31    | 17    |
| N. K. Varteks Varaždin · Croacia | Total club    | Total club    | 30    | 17    | 1                | 0                | 0                       | 0                       | 31    | 17    |
| R. N. K. Split · Croacia         | 1.ª           | 2014-15       | 30    | 7     | 7                | 1                | 7                       | 1                       | 44    | 9     |
| R. N. K. Split · Croacia         | Total club    | Total club    | 30    | 7     | 7                | 1                | 7                       | 1                       | 44    | 9     |
| G. N. K. Dinamo Zagreb · Croacia | 1.ª           | 2015-16       | 34    | 3     | 4                | 1                | 12                      | 2                       | 50    | 6     |
| G. N. K. Dinamo Zagreb · Croacia | 1.ª           | 2016-17       | 6     | 2     | 0                | 0                | 6                       | 3                       | 12    | 5     |
| S. S. C. Napoli · Italia         | 1.ª           | 2016-17       | 15    | 0     | 2                | 0                | 2                       | 0                       | 19    | 0     |
| S. S. C. Napoli · Italia         | 1.ª           | 2017-18       | 28    | 1     | 2                | 0                | 7                       | 0                       | 37    | 1     |
| S. S. C. Napoli · Italia         | 1.ª           | 2018-19       | 9     | 1     | 0                | 0                | 2                       | 0                       | 11    | 1     |
| S. S. C. Napoli · Italia         | Total club    | Total club    | 52    | 2     | 4                | 0                | 11                      | 0                       | 67    | 2     |
| Sevilla F. C. · España           | 1.ª           | 2018-19       | 10    | 0     | 0                | 0                | 3                       | 0                       | 13    | 0     |
| Sevilla F. C. · España           | Total club    | Total club    | 10    | 0     | 0                | 0                | 3                       | 0                       | 13    | 0     |
| Cagliari Calcio · Italia         | 1.ª           | 2019-20       | 30    | 1     | 2                | 1                | ―                       | ―                       | 32    | 2     |
| Cagliari Calcio · Italia         | 1.ª           | 2020-21       | 14    | 0     | 2                | 0                | ―                       | ―                       | 16    | 0     |
| Cagliari Calcio · Italia         | 1.ª           | 2021-22       | 8     | 0     | 0                | 0                | ―                       | ―                       | 8     | 0     |
| Cagliari Calcio · Italia         | 2.ª           | 2022-23       | 23    | 1     | 0                | 0                | ―                       | ―                       | 23    | 1     |
| Cagliari Calcio · Italia         | 1.ª           | 2023-24       | 0     | 0     | 0                | 0                | ―                       | ―                       | 0     | 0     |
| Cagliari Calcio · Italia         | Total club    | Total club    | 75    | 2     | 4                | 1                | 0                       | 0                       | 79    | 3     |
| G. N. K. Dinamo Zagreb · Croacia | 1.ª           | 2023-24       | 6     | 0     | 3                | 0                | ―                       | ―                       | 9     | 0     |
| G. N. K. Dinamo Zagreb · Croacia | 1.ª           | 2024-25       | 22    | 1     | 0                | 0                | 9                       | 0                       | 31    | 1     |
| G. N. K. Dinamo Zagreb · Croacia | Total club    | Total club    | 68    | 6     | 7                | 1                | 27                      | 5                       | 102   | 12    |
| Total carrera                    | Total carrera | Total carrera | 265   | 34    | 23               | 3                | 48                      | 6                       | 336   | 43    |

## Palmarés

### Títulos nacionales
| Título                  | Club                   | País    | Año  |
| ----------------------- | ---------------------- | ------- | ---- |
| Primera Liga de Croacia | G. N. K. Dinamo Zagreb | Croacia | 2016 |
| Copa de Croacia         | G. N. K. Dinamo Zagreb | Croacia | 2016 |
| Primera Liga de Croacia | G. N. K. Dinamo Zagreb | Croacia | 2024 |
| Copa de Croacia         | G. N. K. Dinamo Zagreb | Croacia | 2024 |